# 羅睿
羅睿（1440年—？），字文哲，陝西蘭州衛人，明朝政治人物。進士出身。

## 生平
陝西鄉試第二十名。成化二年（1466年）丙戌科會試第二百五十四名，殿試登進士第三甲第一百一十二名。

## 家族
曾祖羅榮。祖父羅昇。父亲羅真。